# Rhizoecus relativus
Rhizoecus relativus är en insektsart som beskrevs av Hambleton 1976. Rhizoecus relativus ingår i släktet Rhizoecus och familjen ullsköldlöss. Inga underarter finns listade i Catalogue of Life.